# 重里徹也
重里 徹也 （しげさと てつや、1957年9月28日 - ）は、聖徳大学教授。日本の文芸評論家。元毎日新聞論説委員。大阪府大阪市生まれ。

## 経歴
大阪外国語大学（現：大阪大学外国語学部） ロシア語学科卒業後、1982年に毎日新聞社に入社。福岡総局、東京本社学芸部長、学芸部編集委員、論説委員。2015年より聖徳大学教授。

## 著書

### 単著
- 『文学館への旅』（毎日新聞社、2007年7月）

### 共著
- 『司馬遼太郎を歩く』1-3（荒井魏、楠戸義昭共著、毎日新聞社、2001年3月）
- 『村上春樹で世界を読む』（三輪太郎共著、祥伝社、2013年９月）
- 『つたえるエッセイ』（助川幸逸郎共著、新泉社、2018年10月）
- 『平成の文学とはなんだったのか』（助川幸逸郎共著、はるかぜ書房、2019年9月）
- 『教養としての芥川賞』（助川幸逸郎共著、青弓社、2021年11月）

### 聞き書き
- 『日本近代文学の名作』（吉本隆明著、新潮文庫、2008年）
- 『詩の力』（吉本隆明著、新潮文庫、2009年）